# Liste der Straßennamen von Wien

## Straßennamen nach Bezirken
- 01., Innere Stadt
- 02., Leopoldstadt
- 03., Landstraße
- 04., Wieden
- 05., Margareten
- 06., Mariahilf
- 07., Neubau
- 08., Josefstadt
- 09., Alsergrund
- 10., Favoriten
- 11., Simmering
- 12., Meidling
- 13., Hietzing
- 14., Penzing
- 15., Rudolfsheim-Fünfhaus
- 16., Ottakring
- 17., Hernals
- 18., Währing
- 19., Döbling
- 20., Brigittenau
- 21., Floridsdorf
- 22., Donaustadt
- 23., Liesing

Straßen, die mehrere Bezirke durchlaufen oder berühren, können deshalb in mehreren dieser Bezirkslisten aufscheinen und in diesen unterschiedlich beschrieben sein.